# 김청암
김청암(金靑庵, 일본식 이름: 金川靑庵)은 일제강점기의 승려이다.

## 생애
금강산의 대본산인 유점사 재적 승려였다. 1920년대에 강원도 천곡사에 있을 때 충청북도 청주에 연화사를 창건한 일이 있다.
1935년 유점사 감무로 재직했고, 그해 새로 창립된 금강산불교회 고문에도 추대되었다. 이 무렵 당시 전라북도 정읍에서는 총본산을 건설하기 위해 공사가 진행 중이었다. 김청암은 총본산 건설 공사 감독을 맡았다.
중일 전쟁이 진행 중이던 1939년에 조선총독부로부터 김탄월 후임의 유점사 주지로 인가를 받았다. 이듬해에는 조선불교중앙교무원 신임 이사로 선출되었고, 일제의 창씨개명 정책에 호응해 성과 이름을 일본식으로 변경하기도 했다.
1941년 강원도 고성군의 경방단에 두 차례에 걸쳐 2천원이라는 거금을 기부해 《매일신보》에 미담으로 보도되었다. 경방단은 공습에 대비하여 지역마다 설치한 군사 시설이었는데, 경비는 각 지역에서 주민들이 부담해야 했다. 1944년 조선 불교계가 합심하여 해군 전투기 1대를 일본군에 헌납하고자 대금을 모았을 때, 유점사는 6,061원을 총본산에 납부했다.
광복 이후 행적은 알려져 있지 않고, 경상북도 경산시 경산포교당에 김청암이 그린 불화가 남아 있다.
2008년 민족문제연구소가 발표한 친일인명사전 수록예정자 명단 종교 부문에 포함되었다.

## 같이 보기
- 유점사
- 연화사

## 참고자료
- 임혜봉 (2005년 3월 1일). 〈김청암 : 일제에게 전투기 대금을 헌납한 유점사 주지〉. 《친일 승려 108인》. 서울: 청년사. 260~262쪽쪽. ISBN 9788972783848.
- 사찰문화연구원 (1998). 〈청주시 - 연화사〉. 《전통사찰총서 11 - 충북의 전통사찰 II》. 서울: 사찰문화연구원. 59쪽쪽. ISBN 8986879093.